# R. E. M. Irving
Ronald „Ronnie“ Eckford Mill Irving (* 14. Juli 1939), kurz R. E. M. Irving, ist ein britischer Politikwissenschaftler an der University of Edinburgh. Sein Forschungsschwerpunkt ist die westeuropäische Politik, insbesondere die Geschichte der christdemokratischen Parteien in Frankreich und Deutschland.
Irving studierte in Oxford, wo er 1968 mit der Dissertation The MRP and French policy in Indochina, 1945-54 seinen Doktortitel erwarb. Nach einem kurzen Aufenthalt als Lecturer an der University of Bristol wechselte er nach Edinburgh. Er war hier anschließend von 1969 bis 1982 Lecturer und von 1982 bis 2001 Reader im Department of Politics; seit 2001 ist er Honorary Fellow.
Er verfasste im Laufe seiner wissenschaftlichen Karriere zahlreiche Publikationen; vier seiner Werke wurden als Buch herausgegeben: Christian Democracy in France (1973) über die MRP, The First Indochina War: French and American Policy in Vietnam, 1945-54 (1975) über die französische Politik und Diplomatie während des Indochinakrieges, The Christian Democratic Parties of Western Europe (1979) im Auftrag des Royal Institute of International Affairs sowie Adenauer (2002). Mit der weiteren Schrift The Flemings and Walloons of Belgium (1980) behandelte er den flämisch-wallonischen Konflikt.